# P (musikgrupp)
P var ett kortlivat, amerikanskt rockband, bildat 1993 i Hollywood, Kalifornien. Det bestod av Butthole Surfers-medlemmen Gibby Haynes (sång), skådespelarna Johnny Depp (gitarr och basgitarr) och Sal Jenco (trummor) samt Bill Carter (gitarr och basgitarr).
Bandet släppte sitt hittills enda, självbetitlade album 1995 på Capitol Records. Det gästades bland annat av basisten Michael "Flea" Balzary (från Red Hot Chili Peppers) och gitarristen Steve Jones (från Sex Pistols).

## Discography
Studioalbum
- P (1995, Capitol Records)

Singlar
- "Michael Stipe" (1995)